# Автошлях E63
Європейський маршрут Е63 — європейський автомобільний маршрут категорії А, що з'єднує фінські міста Соданкюля та Турку і перетинає країну з півночі на південь.
Протяжність маршруту складає 1 126 км.

## Міста, через які проходить маршрут
- Фінляндія: Соданкюля - Кеміярві - Куусамо - Каяані - Іісалмі - Куопіо - Ювяскюля - Тампере - Турку

Е62 пов'язаний з маршрутами
|  | - E08 - E18 |  | - E12 - E75 |

## Фотографії

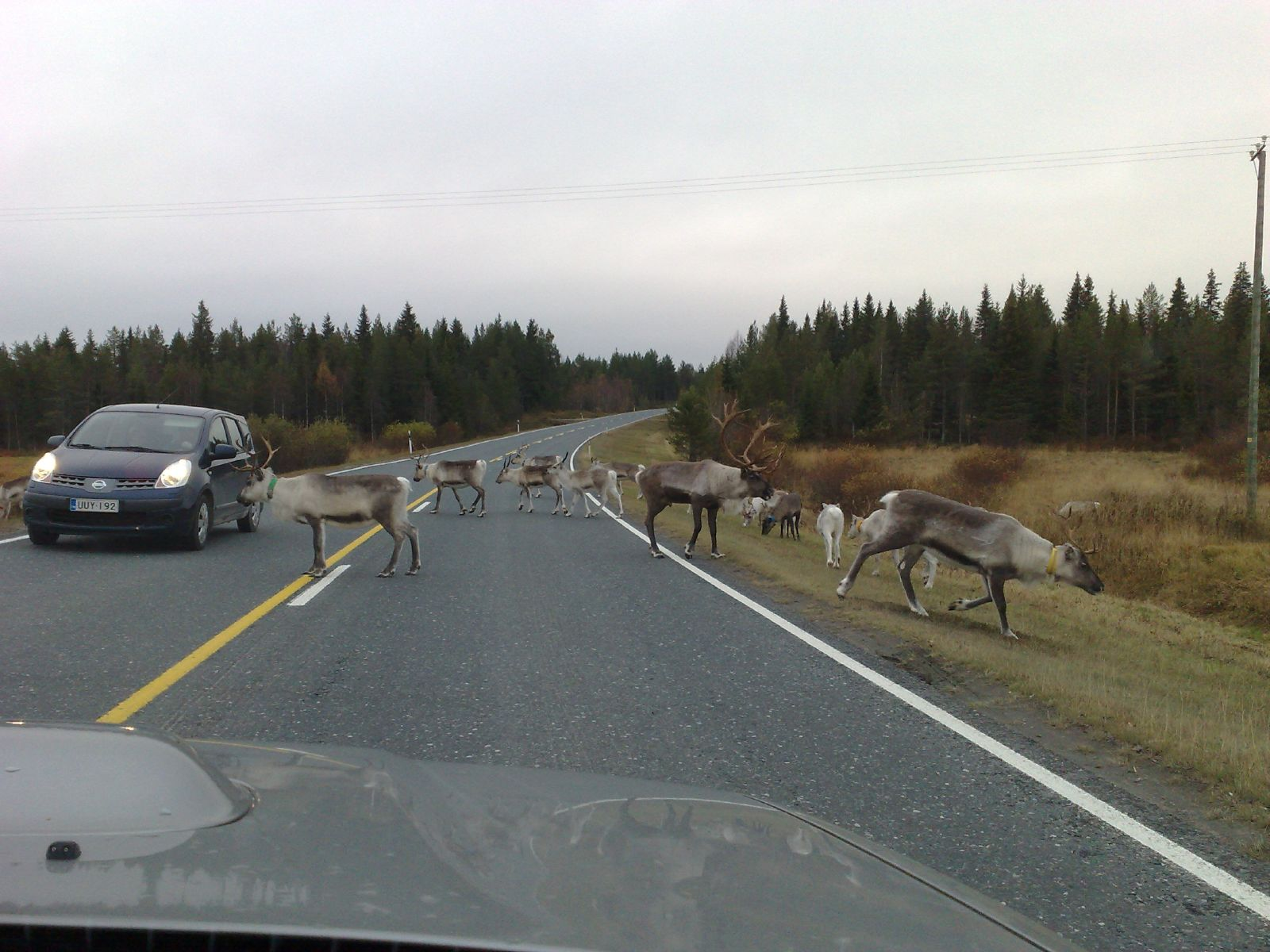
Олені на дорозі біля Куусамо
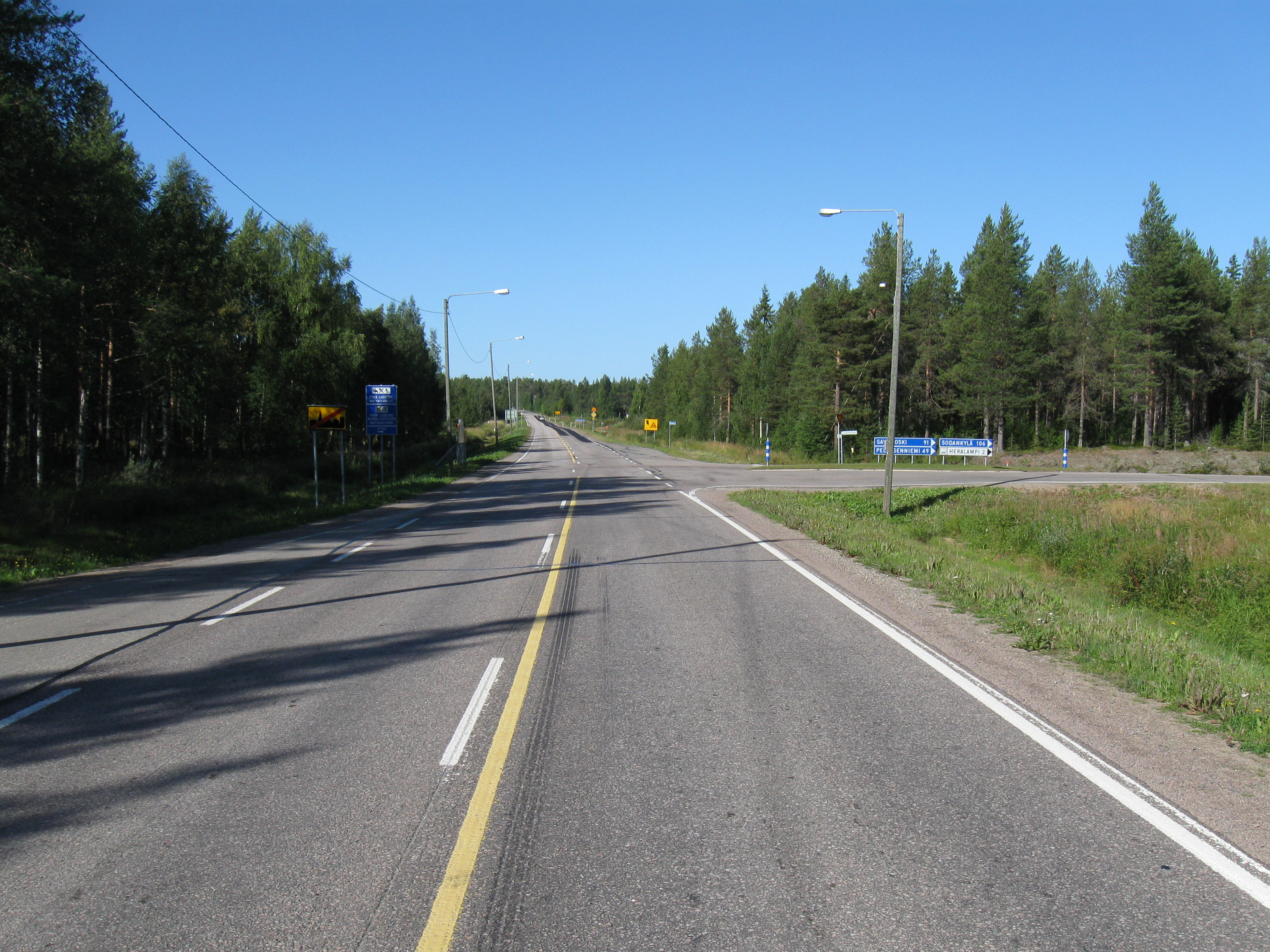
Е63 біля Кеміярві
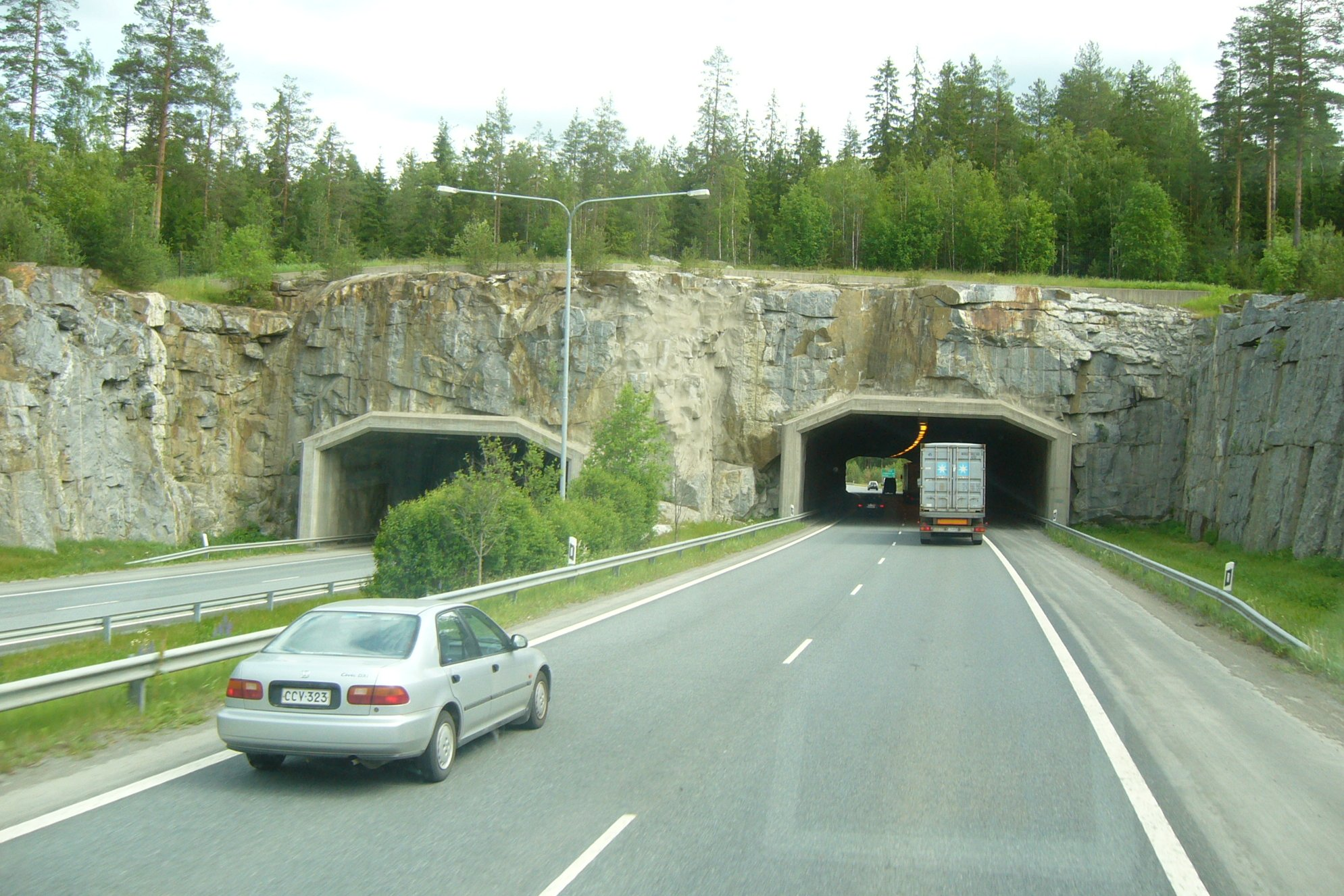
Тунель біля Тампере
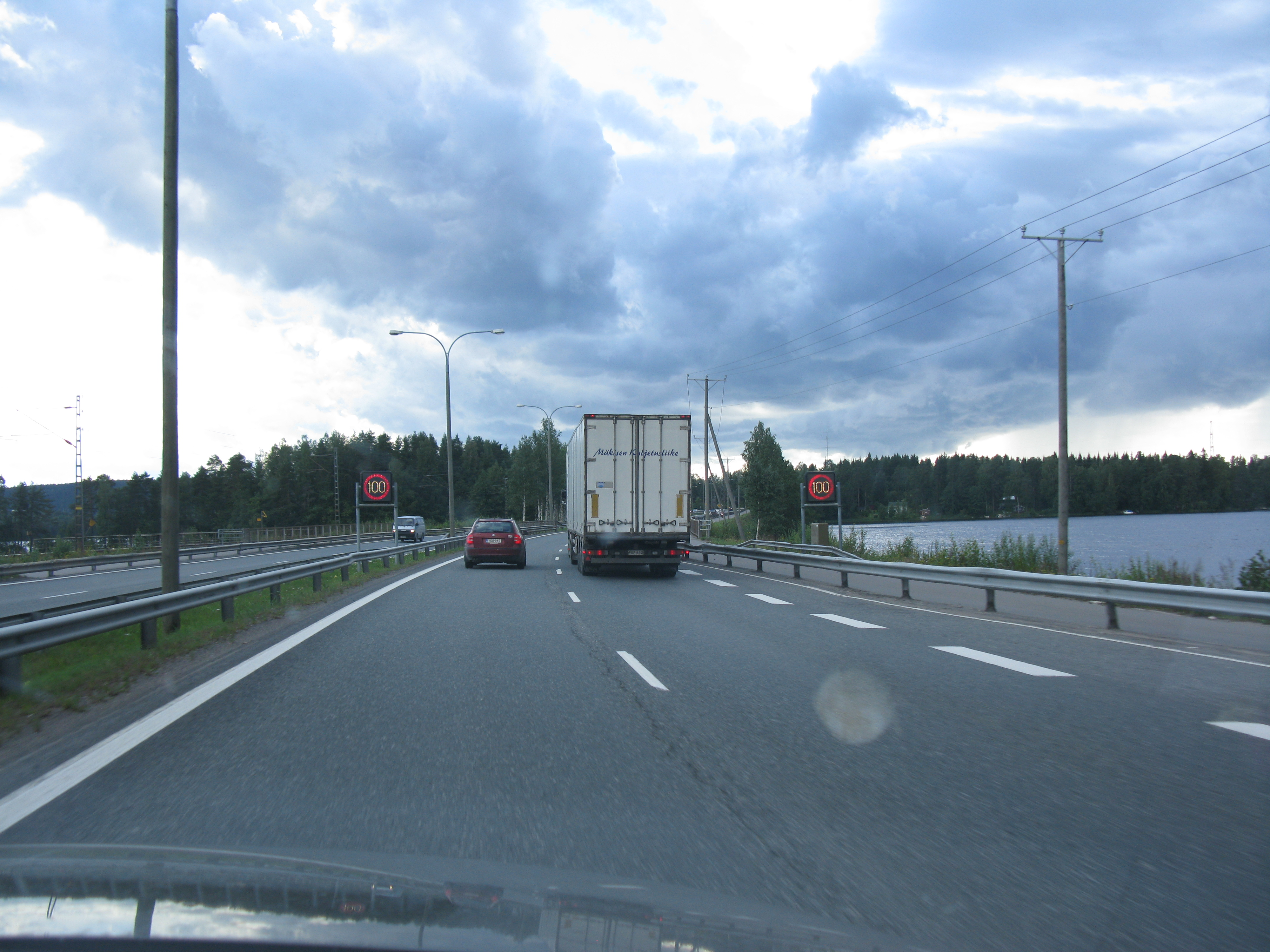

## Див. Також
- Список європейських автомобільних маршрутів